# Chiesa di San Francesco d'Assisi (Frascati)
La chiesa di San Francesco d'Assisi, con l'annesso convento di padri Cappuccini e con il Museo etiopico, è una chiesa conventuale cattolica di Frascati, in città metropolitana di Roma Capitale e sede suburbicaria di Frascati.
Il convento dei padri cappuccini con l'annessa chiesa dedicata a san Francesco d'Assisi venne consacrata il 21 ottobre del 1579, dopo che i lavori erano incominciati nel 1575. Papa Gregorio XIII si interessò costantemente ai lavori.
Alla fine del XVIII secolo venne raddoppiato il convento. In seguito, con l'entrata in vigore della legge eversiva dei beni ecclesiastici anche nell'ex-Stato pontificio, nel 1873, la struttura venne messa all'asta dallo Stato italiano, e nel 1876 andò ai frati che la riacquistarono per 9671,94 lire.
Nel convento trascorse gli ultimi anni di vita il cardinale Guglielmo Massaja e lì venne sepolto. In suo onore nel 1909 venne aperto nel convento il Museo etiopico.
Il convento di Frascati è molto importante per l'ordine, tanto che vi ha sede dal 1911 un collegio internazionale. Dal 2003 il convento ristrutturato ospita laici e religiosi per ritiri.